# 新木町 (名古屋市)
新木町（あらきちょう）は、愛知県名古屋市西区にある地名。丁番を持たない単独町名である。住居表示未実施。

## 地理
名古屋市西区の北西部に位置する。東は見寄町、南東は丸野、南から西は清須市阿原、北は十方町に接する。

### 河川
- 水場川

## 歴史

### 地名の由来
当地付近にあった字花ノ木・木ノ前にちなみ、新しい木として将来成長する町という願いを込めて命名したものという。

### 沿革
- 1972年（昭和47年） - 西区山田町平田の一部により西区新木町として成立[1]。

## 世帯数と人口
2019年（平成31年）2月1日現在の世帯数と人口は以下の通りである。
| 町丁   | 世帯数 | 人口 |
| ------ | ------ | ---- |
| 新木町 | 35世帯 | 59人 |

### 人口の変遷
国勢調査による人口の推移
| 1995年（平成7年）  | 37人 | [ WEB 6 ]  |  |
| 2000年（平成12年） | 26人 | [ WEB 7 ]  |  |
| 2005年（平成17年） | 38人 | [ WEB 8 ]  |  |
| 2010年（平成22年） | 41人 | [ WEB 9 ]  |  |
| 2015年（平成27年） | 64人 | [ WEB 10 ] |  |

## 学区
市立小・中学校に通う場合、学校等は以下の通りとなる。また、公立高等学校に通う場合の学区は以下の通りとなる。
| 番・番地等 | 小学校               | 中学校               | 高等学校 |
| ---------- | -------------------- | -------------------- | -------- |
| 全域       | 名古屋市立浮野小学校 | 名古屋市立平田中学校 | 尾張学区 |

## 交通

### バス
- 名古屋市営バス（名古屋市交通局）
  - 新木町停留所[WEB 13]
    - アのりば - ■名駅26号系統（平田住宅行）・□小田12号系統（平田住宅行）・□山田巡回系統（平田住宅行）
    - イのりば - ■名駅26号系統（名古屋駅行）・□小田12号系統（左回り平田住宅行）・□山田巡回系統（如意車庫前行）

## 施設
- 名古屋市環境局山田工場

1962年（昭和37年）10月に山田焼却所として、当時山田町大字平田字東萱場と称していた当地において操業を開始した。しかし2003年(平成15年)に不要であるとして閉鎖された。

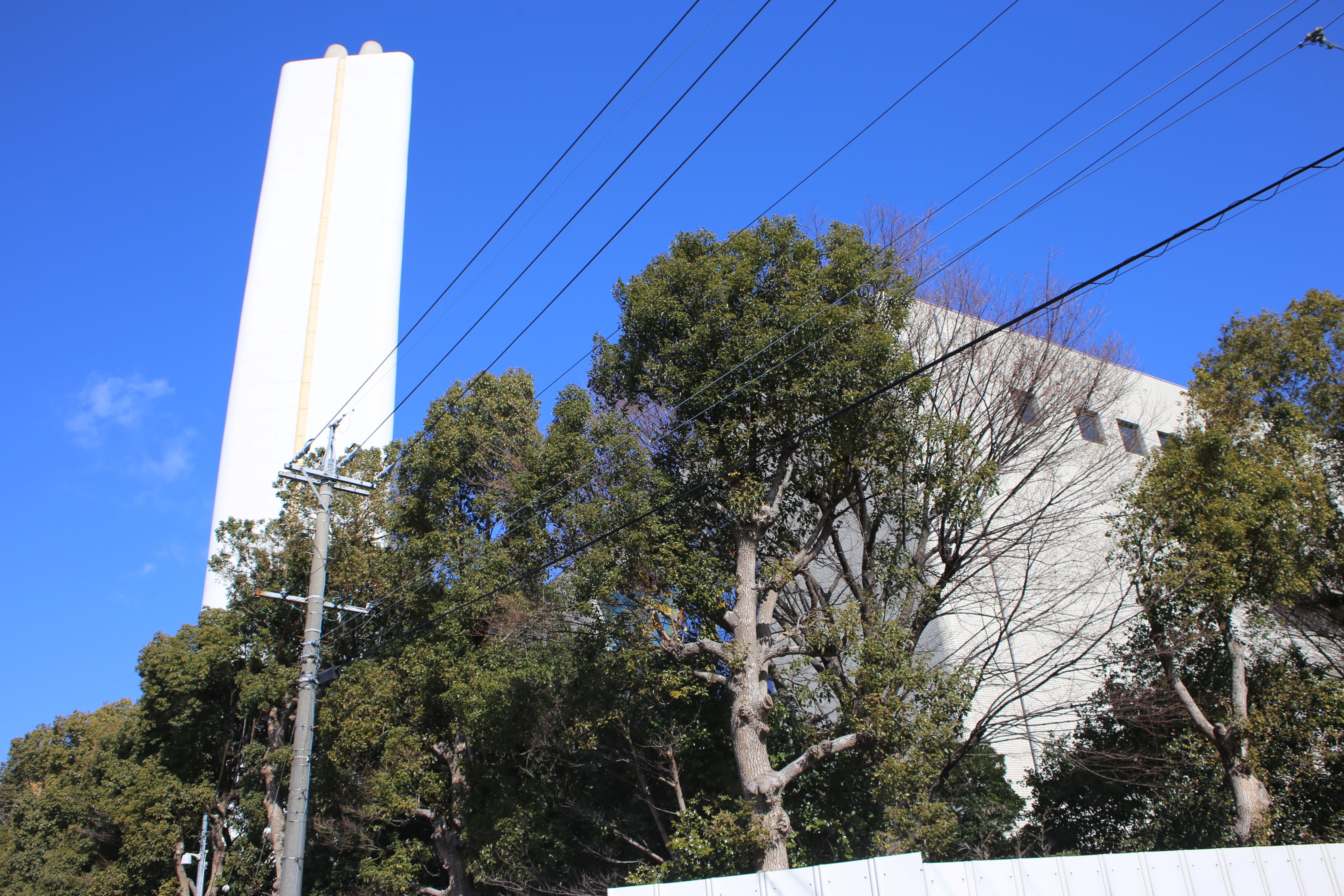
山田工場

## その他

### 日本郵便
- 郵便番号 : 452-0836[WEB 3]（集配局：名古屋西郵便局[WEB 14]）。

### WEB
1. ↑  “愛知県名古屋市西区の町丁・字一覧”.   人口統計ラボ. 2019年3月16日閲覧。
2. 1 2  “町・丁目(大字)別、年齢(10歳階級)別公簿人口(全市・区別)”.   名古屋市 (2019年2月20日). 2019年3月10日閲覧。
3. 1 2  “郵便番号”.  日本郵便. 2019年3月10日閲覧。
4. ↑  “市外局番の一覧”.   総務省. 2019年1月6日閲覧。
5. ↑  “西区の町名一覧”.   名古屋市 (2017年6月1日). 2019年2月28日閲覧。
6. ↑  総務省統計局 (2014年3月28日). “平成7年国勢調査の調査結果(e-Stat) - 男女別人口及び世帯数 －町丁・字等” (CSV). 2019年4月27日閲覧。
7. ↑  総務省統計局 (2014年5月30日). “平成12年国勢調査の調査結果(e-Stat) - 男女別人口及び世帯数 －町丁・字等” (CSV). 2019年4月27日閲覧。
8. ↑  総務省統計局 (2014年6月27日). “平成17年国勢調査の調査結果(e-Stat) - 男女別人口及び世帯数 －町丁・字等” (CSV). 2019年4月27日閲覧。
9. ↑  総務省統計局 (2012年1月20日). “平成22年国勢調査の調査結果(e-Stat) - 男女別人口及び世帯数 －町丁・字等” (CSV). 2019年4月27日閲覧。
10. ↑  総務省統計局 (2017年1月27日). “平成27年国勢調査の調査結果(e-Stat) - 男女別人口及び世帯数 －町丁・字等” (CSV). 2019年4月27日閲覧。
11. ↑  “市立小・中学校の通学区域一覧”.   名古屋市 (2018年11月10日). 2019年1月14日閲覧。
12. ↑  “平成29年度以降の愛知県公立高等学校（全日制課程）入学者選抜における通学区域並びに群及びグループ分け案について”.   愛知県教育委員会 (2015年2月16日). 2019年1月14日閲覧。
13. ↑  名古屋市交通局. “なごや地図ナビ 新木町”. 2014年1月6日閲覧。
14. ↑  郵便番号簿 平成29年度版 - 日本郵便. 2019年03月10日閲覧 (PDF)

### 書籍
1. 1 2 3  「角川日本地名大辞典」編纂委員会 1989, p. 119.
2. ↑  なごやの清掃事業編集委員会 1982, p. 206.